# Hyamia anguliscripta
Hyamia anguliscripta är en fjärilsart som beskrevs av Paul Dognin 1914. Hyamia anguliscripta ingår i släktet Hyamia och familjen nattflyn. Inga underarter finns listade i Catalogue of Life.